# 約瑟夫·門格勒
約瑟夫·門格勒（德語：Josef Mengele，1911年3月16日—1979年2月7日），德國納粹黨衛隊軍官和奧斯威辛集中營的醫生，人稱「死亡天使」。
門格勒是篩選當時運抵集中營的囚犯的醫師之一，負責裁決將囚犯送到毒氣室殺死，或者成為強制勞動勞工，並且對集中營裡的人進行殘酷的人體實驗。戰爭結束後，他先是使用假名隱匿在德國，然後逃亡至南美洲不同國家居住，直到意外溺死在巴西，相關人員通過對遺體進行DNA測試才確認了他的身份。

## 生平

### 早期經歷
1911年3月16日約瑟夫·門格勒出生於德國岡茲堡，父母分別是卡爾與沃保加。門格勒在慕尼黑大學學習哲學和人類學時說：“這個簡單的政治概念（法西斯主義）成為我生活中決定性的因素”。 他敬仰這個“簡單的政治概念”，使他將醫學知识和政治取態融合作為他的研究及職業選擇。門格勒在其博士論文題為“四個種族的下顎種族形態學研究”中提出，一個人的種族可以由下巴的形狀識認。納粹組織看到了門格勒的研究後，在1943年5月30日將他轉移到奧斯威辛集中營，愛德華·維爾特是奧斯威辛的負責醫生。

### 奧斯威辛集中營
門格勒在波蘭的奧斯維辛集中營中擔任軍醫，他執掌集中營生殺大權，決定送進營區的猶太人是送進勞動營從事勞動、或是送進毒氣室毒殺，因此人稱「死亡天使」。門格勒盡可能「消滅」不能勞動的人並慘無人道地用活人進行「改良人種」試驗，先後有約400,000人慘死在他手下。他曾強迫受害者接受藥物注射，試圖改變他們的眼睛顏色或使他們絕育；他也在活人身上接種病毒和細菌，並在不施予麻醉的情況下對他們進行截肢和摘除器官手術，據奧斯維辛集中營倖存者加农的說法，他曾在不被施予麻醉藥劑的狀況下，被約瑟夫·門格勒成功摘除一顆腎臟，加农的腎臟被摘除時，那顆腎臟還在門格勒手上搏動。

### 戰後
門格勒離開奧斯維辛集中營後前往格罗斯·罗森集中營，在1945年4月他假扮成一般德國士兵向西逃出，在紐倫堡附近被捕，但由於並未辨識出他的真實身份，而在稍後由盟軍所釋放。
在上部巴伐利亞以農場工人的身分匿藏了一段時間後，門格勒於1949年到了阿根廷，在此時阿根廷也有許多其它出逃的納粹官員避難。在停留阿根廷的期間，門格勒與他的妻子艾琳離婚並在1958年與他的兄弟卡爾的寡婦馬莎結婚，馬莎和她的兒子搬到阿根廷投靠門格勒。 在1960年代他的家族在財政上支持了他過著富裕的生活，但是當他的地址在1959年由納粹獵人所發現前，他逃到了巴拉圭，而馬莎則與她的兒子回到了歐洲。門格勒向南移到奧埃瑙並且從60年代後期開始居住在巴西聖保羅州附近的一個小城市恩布。
門格勒與一名德國裔的澳洲婦女之間有一個女兒，這段關係存在於該女子於1960年中期拜訪巴拉圭的德國殖民地期間，孩子在1961年3月10日於澳洲墨爾本出生，她的名字在出生時記錄為「瑪麗安」，但在同年8月領養時更改了。

### 逝世
1972年起，高齡61歲的門格勒開始健康惡化，其1976年起即飽受中風、高血壓、中耳炎等老人病纏身。1979年2月7日，門格勒赴貝爾蒂奧加探望好友順道渡假，其於海灘暢泳之際再度猝然中風，最終溺斃。其墓碑銘文使用其死時使用的假名沃爾夫剛·格爾哈德。

## 後續
由門格勒所寫的85封信和日誌在2004年底發現，这些东西是在1985年間一次針對沃夫朗與莉澤洛特·波塞特夫婦的家的搜索中查扣，這對夫妻窩藏了門格勒直到門格勒死亡，這些私人文字未公開。
依照在PBS documentary中的報導，門格勒向他的兒子洛夫否認了他的實驗，他宣稱關於這些實驗的說法是「捏造」的。

### 受害者紀念碑
2005年3月8日一座為紀念納粹受害者設立的雕塑在約瑟夫·門格勒的家鄉落成。
這座雕塑立於德國巴伐利亞邦居恩澤伯格鎮一所小學校園中，上面的銘文寫道：「沒有人可以將他自己與其民族的歷史切割。一個人不該也不能讓歷史睡去，否則歷史會再次重演，並且成為現實的一部分」。銘文四周雕塑著許多雙哭泣和受驚嚇的眼睛，提醒人們永遠不要忘記二戰期間納粹駭人聽聞的種種暴行。

### 流行文化
1986年10月7日，美國的鞭擊金屬樂團超級殺手創作了一首名為〈死亡天使〉的歌曲，歌詞描寫約瑟夫·門格勒殘忍的人體實驗：「死亡天使，統治死者之國的君主，喪心病狂的死亡醫生，流著高貴血統的虐待狂」。